# Lage Andréasson
Lage Roland Andréasson, född 15 september 1930 i Haga församling, Göteborg, död 25 mars 2023 i Stockholm, var en svensk fackföreningsledare. Han var ordförande i Svenska Livsmedelsarbetareförbundet 1979–1991 och därefter 1996–2004 ordförande i Pensionärernas riksorganisation (PRO). Vid avgången från ordförandeposten i PRO belönades han med förtjänstmedaljen Illis quorum. Andréasson är gravsatt i minneslunden på Maria Magdalena kyrkogård i Stockholm.